# (59793) Clapiès
(59793) Clapiès (1999 OD) – planetoida z grupy pasa głównego asteroid okrążająca Słońce w ciągu 5 lat i 138 dni w średniej odległości 3,07 j.a. Została odkryta 16 lipca 1999 roku.